# Iraque e as armas de destruição em massa
O 5.º presidente do Iraque, Saddam Hussein (1979-2005), foi conhecido internacionalmente por seu uso de armas químicas na década de 80 contra civis iranianos e curdos durante e após a Guerra Irã-Iraque. Na década de 80 ele seguiu um extenso programa de armas biológicas e um programa de armas nucleares, embora nenhuma bomba nuclear foi construída.
Após a Guerra do Golfo 1990-1991, as Nações Unidas localizaram e destruíram grandes quantidades de armas químicas do Iraque e equipamentos relacionados e materiais em todo o início de 1990, com graus variados de cooperação iraquiana e obstrução. Em resposta à diminuição da cooperação do Iraque com a UNSCOM, os Estados Unidos chamou para a retirada de todos os inspetores da ONU e da AIEA em 1998, o que resultou na Operação Desert Fox. Os Estados Unidos e o Reino Unido afirmaram que Saddam Hussein ainda possuía grandes reservas ocultas de armas de destruição em massa em 2003, e que ele estava clandestinamente adquirindo e produzindo mais. Inspeções realizadas pela ONU para resolver a situação das questões do desarmamento não resolvidos reiniciados de novembro de 2002 até março de 2003, nos termos da Resolução 1441 do Conselho de Segurança das Nações Unidas, que exigia que Saddam desse "cooperação imediata, incondicional e ativa" com as inspeções da ONU e da AIEA, pouco antes de seu país fosse atacado.
Durante os preparativos para a guerra em 2003, inspetor de armas da ONU Hans Blix não havia encontrado arsenais de armas de destruição em massa e tinha feito um progresso significativo em direção a resolução de questões abertas do desarmamento observando o "pró-ativa", mas nem sempre com a cooperação "imediata" do Iraque como solicitado pela Resolução 1441 do Conselho Segurança das Nações Unidas. Ele concluiu que seria necessário, "mas meses" para resolver as principais tarefas restantes do desarmamento. Os Estados Unidos afirmaram que isso era uma violação da Resolução 1441, mas não conseguiram convencer o Conselho de Segurança das Nações Unidas a aprovar uma nova resolução que autoriza o uso da força, devido à falta de provas.
Apesar de ser incapaz de obter uma nova resolução autorizando à força e citando a seção 3 da Resolução Conjunta aprovada pelo Congresso dos Estados Unidos, O presidente George W. Bush afirmou medidas pacíficas e que não conseguia desarmar o Iraque das armas e ele deu início a segunda Guerra do Golfo, apesar das várias opiniões divergentes e questões de integridade sobre a inteligência subjacente. Mais tarde, inspeções lideradas pelos Estados Unidos concordaram que o Iraque já havia abandonado seus programas de destruição em massa, mas afirmou que o Iraque tinha a intenção de seguir esses programas se as sanções da ONU nunca fossem suspensas.
Bush, disse mais tarde que o maior arrependimento da sua presidência foi a "falha de inteligência" no Iraque, enquanto o Comitê de Inteligência do Senado concordou em 2008, que sua administração "deturpou a inteligência e a ameaça do Iraque." Um informante-chave da CIA no Iraque admitiu que mentiu sobre suas alegações, "então observou em choque quando ele foi usado para justificar a guerra."

## Programa de desenvolvimento anos 60-80

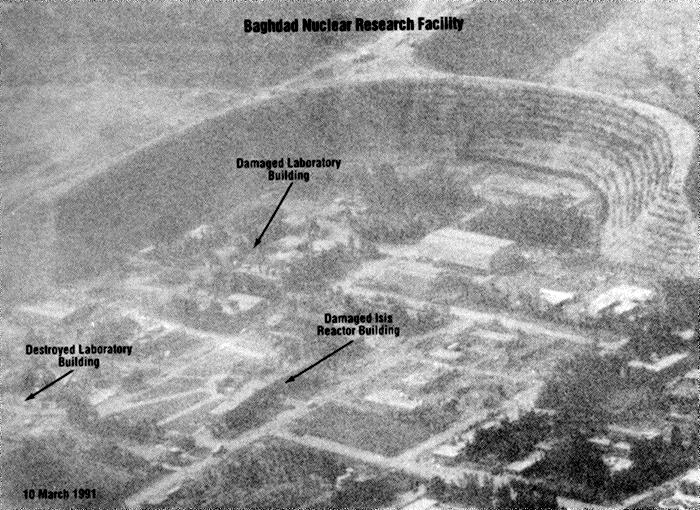
Instalação de Pesquisa Nuclear de Bagdá em 10 de março de 1991. A Instalação de Pesquisa Nuclear de Tuwaythah, Bagdá, pós-ataque.

17 de agosto de 1959 - União Soviética e o Iraque fizeram um acordo sobre a construção de uma usina de energia nuclear e estabeleceu um programa nuclear como parte da sua compreensão mútua.
1968 - o reator de pesquisa soviético IRT-2000 em conjunto com uma série de outras instalações que pudessem ser utilizadas para a produção de radioisótopos foi construído perto de Bagdá.
1975 - Saddam Hussein chegou a Moscou e perguntou sobre a construção de um modelo avançado de uma estação de energia atômica. Moscou iria aprovar apenas se a estação fosse regulamentada pela Agência Internacional de Energia Atômica, mas o Iraque recusou. No entanto, um acordo de cooperação foi assinado em 15 de abril, que substituiu o de 1959.
Após 6 meses Paris concordou em vender 72 kg de 93% de urânio e construiu uma usina de energia nuclear sem o controle da Agência Internacional de Energia Atômica, a um preço de US$3 bilhões.
No início dos anos 70, Saddam Hussein ordenou a criação de um programa de armas nucleares clandestino. O programa de armas de destruição em massa do Iraque com a assistência de uma grande variedade de empresas e governos nos anos 70 e 80. Como parte do Projeto 922, as empresas alemãs, como Karl Kobe ajudou a construir instalações iraquianas de armas químicas, tais como laboratórios, depósitos, um edifício administrativo e edifícios de produção no início de 1980 sob a cobertura de uma fábrica de pesticidas. Outras empresas alemãs enviaram 1.027 toneladas de precursores de gás mostarda, sarin, tabun e gás lacrimogêneo. Este trabalho permitiu que o Iraque produzisse 150 toneladas de agente mostarda e 60 toneladas de Tabun em 1983 e 1984, respectivamente, continuando ao longo da década. Outras cinco empresas alemãs forneceram equipamentos para a fabricação de toxina botulínica e de micotoxinas para guerra bacteriológica. Em 1988, engenheiros alemães apresentaram os dados da centrífuga que ajudaram o Iraque a expandir seu programa de armas nucleares. Equipamentos de laboratório e outras informações foram prestadas, envolvendo muitos engenheiros alemães. Ao todo, 52% dos equipamentos das armas químicas do Iraque era de origem alemã. O State Establishment for Pesticide Production (SEPP) ordenou meios de cultura e incubadoras da Germany's Water Engineering Trading.

### Ajuda ocidental para o programa de armas de destruição em massa do Iraque
Os Estados Unidos exportaram apoio ao Iraque durante a guerra Irã-Iraque mais de US$500 milhões em exportações de dupla utilização para o Iraque, que foram aprovadas pelo Departamento de Comércio. Entre eles estavam computadores avançados, alguns dos quais foram usados no programa nuclear do Iraque. A organização sem fins lucrativos American Type Culture Collection e o Centro de Controle e Prevenção de Doenças venderam e enviaram amostras biológicas de antraz, vírus do Nilo Ocidental e botulismo para o Iraque até 1989, que o Iraque alegou que era necessário para pesquisas médicas. Foram utilizados inúmeros destes materiais para o programa de pesquisa de armas biológicas do Iraque, enquanto outros foram utilizados para o desenvolvimento de vacinas. Por exemplo, os militares iraquianos tentarão comprar da American Type Culture Collection a cepa 14578 de antraz uma cepa exclusiva para uso como arma biológica, de acordo com Charles A. Duelfer.
No final de 1980, o governo britânico secretamente deu à empresa de armas Matrix Churchill permissão para fornecer peças para o programa de armas de Saddam Hussein, enquanto a Indústria Britânica de Gerald Bull forneceu como ele desenvolveu a super arma iraquiana. Em março de 1990, disparadores nucleares com destino ao Iraque, foram apreendidos no aeroporto de Heathrow. O Relatório Scott descobriu grande parte dos segredos que havia cercado o caso Arms-to-Iraq, quando se tornou conhecido. O governo britânico também financiou uma fábrica de cloro que se destinava a ser usado para a fabricação de gás mostarda.
O Níger forneceu yellowcake em 1981.
2002 - Um documento desclassificado da CIA afirma que o Iraque não possuía durante o ano de 2001 armas de destruição em massa.

## Guerra Irã-Iraque
Em 1980, a Agência de Inteligência de Defesa dos Estados Unidos, apresentou um relatório afirmando que o Iraque tinha adquirido ativamente capacidades de armas químicas por vários anos, o que mais tarde provou ser preciso. Em novembro de 1980, dois meses para a guerra Irã-Iraque, o primeiro relato de uso de armas químicas ocorreu quando uma estação de rádio de Teerã informou um ataque de gás venenoso em Susangerd por forças iraquianas. As Nações Unidas informaram vários ataques semelhantes ocorreram no ano seguinte, levando o Irã a desenvolver e implementar uma capacidade de gás mostarda. Em 1984, o Iraque estava usando gás venenoso com grande eficácia contra os iranianos. Armas químicas foram amplamente utilizadas contra o Irã durante a guerra Irã-Iraque. Em 14 de janeiro de 1991, a Agência de Inteligência da Defesa disse que um agente iraquiano descreveu, em termos clinicamente precisos, vítimas militares de varíola ele disse que viu em 1985 ou 1986. Duas semanas depois, a Armed Forces Medical Intelligence Center informou que 8 dos 69 prisioneiros de guerra iraquianos cujo sangue foi testado mostrou uma imunidade a varíola, que não ocorria naturalmente no Iraque desde 1971; os mesmos prisioneiros também foram inoculados por antraz. A suposição é que o Iraque usou tanto a varíola e o antraz durante esta guerra. Tudo isso ocorreu enquanto o Iraque foi um signatário do Protocolo de Genebra em 8 de setembro de 1931, o Tratado de Não Proliferação Nuclear, em 29 de outubro de 1969, assinou a Convenção sobre as Armas Biológicas em 1972, mas não ratificou até 11 de junho de 1991. O Iraque não assinou a Convenção sobre as Armas Químicas.
O Washington Post informou que, em 1984, que a CIA secretamente começou a oferecer informações para o exército iraquiano durante a Guerra Irã-Iraque. Isto incluiu informações para direcionar ataques de armas químicas. No mesmo ano, foi confirmado além de qualquer dúvida por médicos europeus e missões de peritos da ONU que o Iraque estava utilizando armas químicas contra os iranianos. A maioria delas ocorreu durante a Guerra Irã-Iraque, mas as armas de destruição de massa foram usadas pelo menos uma vez para esmagar as revoltas populares contra os curdos em 1991. Armas químicas foram amplamente utilizadas, com mais de 100.000 soldados iranianos como vítimas das armas químicas de Saddam Hussein durante a guerra de 8 anos com o Iraque, Irã hoje é segundo país mais afetado do mundo por armas de destruição em massa, somente depois do Japão. A estimativa oficial não inclui a população civil contaminada na fronteira com cidades ou os filhos e parentes de veteranos, muitos dos quais têm desenvolvido complicações no sangue, pulmão e na pele, de acordo com a Organização de Veteranos. Agentes de gás nervoso mataram cerca de 20.000 soldados iranianos imediatamente, de acordo com relatórios oficiais. Dos 90.000 sobreviventes, cerca de 5.000 procuram tratamento médico regularmente e cerca de 1.000 ainda estão hospitalizados com doenças graves e crônicas. Muitos outros foram atingidos por gás mostarda. Apesar da remoção de Saddam Hussein e seu governo por forças americanas, há um profundo o ressentimento e raiva do Irã em que se tratava as nações ocidentais que ajudaram o Iraque a desenvolver e dirigir o seu arsenal de armas químicas, em primeiro lugar e que o mundo não fez nada para punir o Iraque por seu uso de armas químicas durante a guerra. Por exemplo, os Estados Unidos e o Reino Unido bloquearam a condenação de conhecimentos dos ataques de armas químicas do Iraque no Conselho de Segurança da ONU. Nenhuma resolução foi aprovada durante a guerra que criticou especificamente o uso do Iraque de armas químicas, apesar dos desejos da maioria para condenar este uso. Em 21 de março de 1986, o Conselho de Segurança das Nações Unidas reconheceu que "as armas químicas, em muitas ocasiões têm sido utilizadas por forças iraquianas contra as forças iranianas"; esta declaração foi contestada pelos Estados Unidos, o único país a votar contra ela no Conselho de Segurança (o Reino Unido se absteve).
Em 23 de março de 1988 fontes da mídia ocidentais relatados a partir de Halabja, no Curdistão iraquiano, que alguns dias antes do Iraque ter lançado um ataque químico em larga escala na cidade. Estimativas posteriores eram de que 7.000 pessoas foram mortas e 20.000 feridas. O ataque com gás venenoso em Halabja causou um clamor internacional contra os iraquianos. Mais tarde naquele ano, o Senado dos Estados Unidos aprovou por unanimidade a Lei de Prevenção do Genocídio de 1988, cortando toda a assistência dos Estados Unidos no Iraque e interromperam importações de petróleo do Iraque dos Estados Unidos. A administração Reagan opôs ao projeto de lei, chamando-a de prematura, e, eventualmente, o impediu de entrar em vigor, em parte devido a uma avaliação equivocada da Agência de Inteligência da Defesa que culpou o Irã pelo ataque. No momento do ataque a cidade foi mantida por tropas iranianas e guerrilhas curdas iraquianas aliados com Teerã. Os iraquianos culparam o ataque em Halabja por forças iranianas. Em 21 de agosto de 2006, o julgamento de Saddam Hussein e 6 co-réus, incluindo Ali Hassam al-Majid ("Ali Químico"), abriu com acusações de genocídio contra os curdos. Enquanto este julgamento não abrange o ataque de Halabja, ele cobre ataques a outras aldeias durante a operação iraquiana "Anfal" acusado de ter incluído o bombardeio com armas químicas.

### Ataques com armas químicas
| Localização              | Arma usada                    | Data                     | Baixas                        |
| ------------------------ | ----------------------------- | ------------------------ | ----------------------------- |
| Haij Umran               | gás mostarda                  | agosto de 1983           | menos de 100 iranianos/curdos |
| Panjwin                  | gás mostarda                  | outubro-novembro de 1983 | 3.001 iranianos/curdos        |
| Ilha Majnoon             | gás mostarda                  | fevereiro-março de 1984  | 2.500 iranianos               |
| Baçorá                   | tabun                         | março de 1984            | 50-100 iranianos              |
| Hawizah Marsh            | gás mostarda & tabun          | março de 1985            | 3.000 iranianos               |
| al-Faw                   | gás mostarda & tabun          | fevereiro de 1986        | 8.000 a 10,000 iranianos      |
| Um ar-Rasas              | gás mostarda                  | dezembro de 1986         | 1.000 iranianos               |
| Baçorá                   | gás mostarda & tabun          | abril de 1987            | 5.000 iranianos               |
| Sumar/Mehran             | gás mostarda & agente nervoso | outubro de 1987          | 3.000 iranianos               |
| Halabja                  | gás mostarda & agente nervoso | março de 1988            | 7.000 iranianos/curdos        |
| al-Faw                   | gás mostarda & agente nervoso | abril de 1988            | 1.000 iranianos               |
| Fish Lake                | gás mostarda & agente nervoso | maio de 1988             | 100 ou 1.000 iranianos        |
| Ilhas Majnoon            | gás mostarda & agente nervoso | junho de 1988            | 100 ou 1.000 iranianos        |
| Fronteira centro-sul     | gás mostarda & agente nervoso | julho de 1988            | 100 ou 1.000 iranianos        |
| Área de Najafe - Carbala | agente nervoso & CS           | março de 1991            | desconhecido                  |

(Fonte:)

## Guerra do Golfo
Em 2 de agosto de 1990 o Iraque invadiu o Kuwait e foi amplamente condenado internacionalmente. A política dos Estados Unidos no governo de Saddam mudou rapidamente, como se temia Saddam pretendia atacar outras nações ricas em petróleo na região tal como a Arábia Saudita. Como histórias de atrocidades da ocupação do Kuwait, atrocidades antigas e seu arsenal armas de destruição em massa também receberam atenção. Programa de armas nucleares do Iraque sofreu um sério contratempo em 1981, quando o reator Osiraq, que teria sido capaz de criar de material nuclear para armas utilizáveis, foi bombardeada por Israel antes que pudesse ser comissionado. David Albright e Mark Hibbs, escreveram para o Bulletin of the Atomic Scientists, concordando com este ponto de vista: houve muitos desafios tecnológicos sem solução, dizem. Uma coalizão internacional de países, liderados pelos Estados Unidos, libertou o Kuwait em 1991.
Nos termos do cessar-fogo da ONU estabelecido na Resolução 686 do Conselho de Segurança, e na Resolução 687, o Iraque foi proibido de desenvolver, posse ou uso de armas nucleares e químicas, biológicas pela Resolução 686. Também proscrito pelo tratado eram mísseis com um alcance de mais de 150 quilômetros. A Comissão Especial da ONU sobre armas (UNSCOM) foi criado para realizar inspeções de armas no Iraque, e a Agência Internacional de Energia Atômica (AIEA) foi verificar a destruição do programa nuclear do Iraque.

## Entre as Guerras do Golfo Pérsico

### Inspeções da UNSCOM 1991-1998
A Comissão Especial das Nações Unidas sobre o Iraque (UNSCOM) foi criado após a invasão do Kuwait em 1990 para inspecionar as instalações de armas do Iraque. Foi dirigido pela primeira vez por Rolf Ekéus e mais tarde por Richard Butler. Durante várias visitas ao Iraque pela UNSCOM, inspetores de armas entrevistaram o biólogo iraquiano Rihab Rashid Taha. De acordo com um relatório de 1999 da Agência de Inteligência de Defesa dos Estados Unidos, Taha normalmente bem-educado explodiu em ataques de fúria sempre que UNSCOM questionava sobre al-Hakam, gritando, e gritando, em certa ocasiões, quebrando cadeiras, enquanto insistia que al-Hakam era uma fábrica de ração para galinhas. "Houve algumas coisas que eram peculiares sobre esta fábrica de produção de alimentação animal", Charles Duelfer, vice-presidente executivo da UNSCOM, mais tarde disse aos jornalistas, "começando com as extensas defesas aéreas em torno dela". A instalação foi destruída pela UNSCOM em 1996.
Em 1995, o principal inspetor de armas da UNSCOM, Dr. Rod Barton da Austrália, mostrou documentos obtidos por Taha da UNSCOM que mostravam o governo iraquiano tinha acabado de comprar 10 toneladas de meio de cultura de uma empresa britânica chamada Oxoid. O meio de cultura é uma mistura de açúcares, proteínas e minerais, que fornece nutrientes para os micro-organismos crescerem. Ele pode ser usado em hospitais e laboratórios de pesquisa biologia microbiologia/molecular. Nos hospitais, compressas de pacientes são colocados em placas contendo meio de cultura para fins de diagnóstico. Consumo hospitalar do Iraque de meio de cultura foi de apenas 200 kg por ano; ainda em 1988, o Iraque importou 39 toneladas do mesmo. Mostrado esta prova pela UNSCOM, Taha admitiu aos inspetores que ela tinha 19.000 litros de toxina botulínica; 8.000 litros de antraz; 2.000 litros de aflatoxina, que pode causar insuficiência hepática; Clostridium perfringens, uma bactéria que pode causar gangrena gasosa; e ricina. Ele também admitiu a realização de pesquisas em cólera, salmonella, a febre aftosa, e varíola do camelo, uma doença que usa as mesmas técnicas de cultura, como a varíola, que é mais seguro para os pesquisadores trabalharem. Foi por causa da descoberta do trabalho de Taha com a varíola do camelo que os Estados Unidos e os serviços de inteligência britânicos temiam que Saddam Hussein pode ter sido o planejamento para armar o vírus da varíola. O Iraque teve um surto de varíola em 1971, e a Weapons Intelligence Non Proliferation and Arms Control Center (WINPAC) acreditava que o governo iraquiano reteve material contaminado.
UNSCOM soube também que, em agosto de 1990, após a invasão do Kuwait pelo Iraque, a equipe de Taha foi ordenado a criar um programa para armar os agentes biológicos. Em janeiro de 1991, uma equipe de 100 cientistas e pessoal de apoio tinham enchido 157 bombas e 16 ogivas de mísseis com a toxina botulínica, e 50 bombas e 5 ogivas de mísseis com antraz. Em uma entrevista com a BBC, Taha negou que o governo iraquiano tinha armas biológicas. "Nós nunca tivemos a intenção de usá-lo", disse ela à jornalista Jane Corbin do programa Panorama da BBC. "Nós nunca quisemos causar dano ou prejuízo a ninguém". No entanto, a UNSCOM encontrou as munições afundadas em um rio perto de al-Hakam. UNSCOM também descobriu que a equipe de Taha havia realizado experimentos de inalação em jumentos da Inglaterra e beagles da Alemanha. Os inspetores apreenderam fotografias mostrando beagles tendo convulsões dentro de recipientes fechados.
Os inspetores temiam que a equipe de Taha tinha experimentado em seres humanos. Durante uma inspeção, eles descobriram duas câmaras de inalação de primatas de grande porte, um medindo 5 metros cúbicos, embora não houvesse nenhuma evidência de que os iraquianos tinham usado grandes primatas em seus experimentos. Segundo o ex-inspetor de armas Scott Ritter em seu livro de 1999 Endgame: Solving the Iraq Crisis, UNSCOM soube que, entre 1 de julho a 15 de agosto de 1995, 50 prisioneiros da prisão de Abu Ghraib foram transferidos para um posto militar em Hadita, no noroeste do Iraque. Grupos de oposição do Iraque dizem que os cientistas pulverizaram os prisioneiros com antraz, embora nenhuma evidência foi encontrada para apoiar estas alegações. Durante um experimento, os inspetores disseram que 12 prisioneiros foram amarrados a postes, enquanto munições carregadas com antraz foram explodidas perto deles. A equipe de Ritter pediu para ver documentos da prisão de Abu Ghraib, mostrando uma contagem de prisioneiros. Ritter escreveu que eles descobriram os registros de julho e agosto de 1995, foram perdidos. Solicitado a explicar os documentos em falta, o governo iraquiano acusou Ritter de estar trabalhando para a CIA e recusou o acesso da UNSCOM a determinados locais como a sede do Partido Baath. Embora Ekéus disse que ele resistiu as tentativas de tal espionagem, muitas denúncias já foram feitas contra a comissão de agência em Butler, imposições que Butler negou.
Em abril de 1991 o Iraque forneceu a sua primeira do que seria várias declarações de seus programas de armas químicas. Declarações posteriores a serem apresentadas pelo Iraque em junho de 1992, março de 1995, junho de 1996 só veio após pressão da UNSCOM. Em fevereiro de 1998, UNSCOM determinou por unanimidade que, após 7 anos de tentativas para estabelecer o grau de programas de armas químicas do Iraque, que o Iraque ainda não tinha dado a informação suficientes a Comissão para concluir que o Iraque havia tomado todas as medidas de desarmamento exigidas pelas resoluções do CSNU sobre armas químicas.
Em agosto de 1991 o Iraque havia declarado à equipe de inspeção biológica da UNSCOM que, de fato, tem um programa de armas biológicas, mas que era para fins defensivos. Iraque, em seguida, forneceu sua primeira declaração armas biológicas pouco depois. Após a UNSCOM determinar tais declarações incompletas, mais pressão foi colocada sobre o Iraque para declarar o total e completamente. Uma segunda divulgação das armas biológicas veio em março de 1995. Após as investigações da UNSCOM e da descoberta de evidências irrefutáveis, o Iraque foi forçado a admitir pela primeira vez a existência de um programa de armas biológicas ofensivas. Mas o Iraque ainda negou o armamento. Novas pressões da UNSCOM resultou em uma terceira proibição a divulgação de armas biológicas do Iraque em agosto de 1995. Só depois que o general Hussein Kamel al-Majid, o ministro da Indústria e Minerais e ex-diretor do Iraq Military Industrialization Corporation, com a responsabilidade de todos os programas de armas do Iraque, fugiu do Iraque para a Jordânia, o Iraque foi forçado a revelar que seu programa de guerra biológica era muito mais extenso que anteriormente foi admitido e que o programa incluiu armamento. Neste momento o Iraque admitiu que tinha alcançado a capacidade de produzir mísseis de maior alcance do que já havia sido admitido. Neste ponto, o Iraque ofereceu a UNSCOM e a AIEA mais documentos que resulta que Hussein Kamel al-Majid tinha se escondido na fazenda de galinha. Esses documentos deram outra revelação para o desenvolvimento do Iraque de gás VX e as suas tentativas de desenvolver uma arma nuclear. Mais declarações seguiriam em junho de 1996 e setembro de 1997. No entanto, em abril e julho de 1998, o presidente executivo da equipe de armas biológicas da UNSCOM avaliou que as declarações do Iraque eram ainda "inverificáveis" e "incompleto e inadequado", 7 anos após as primeiras declarações foram dadas em 1991.
Em agosto de 1998, Ritter renunciou sua posição como inspetor de armas da ONU e criticou duramente a administração Clinton e pelo Conselho de Segurança da ONU por não ser forte o suficiente sobre insistindo que as armas de destruição em massa do Iraque fossem destruídas. Ritter também acusou o secretário-geral da ONU, Kofi Annan, a ajudar os esforços iraquianos a impedir o trabalho da UNSCOM. "O Iraque não está se desarmando", disse Ritter em 27 de agosto de 1998, e em um segundo comunicado, "o Iraque mantém a capacidade de lançar ataques químicos". Em 1998, os inspetores da UNSCOM deixaram o Iraque. Há um debate considerável sobre se foram "retirados" ou "expulsos" do país pelas autoridades iraquianas (como alegado por George W. Bush em seu "eixo do mal"), ou optaram por sair porque eles achavam que suas mãos estavam amarradas o suficiente para ver a missão como impossível. Segundo o próprio Butler em seu livro Saddam Defiant, ex-embaixador dos Estados Unidos, Peter Burleigh, sob instruções de Washington, sugeriu que Butler retirasse sua equipe do Iraque, a fim de protegê-los dos ataques aéreos futuros dos americanos e britânicos que eventualmente ocorreram em 16-19 de dezembro de 1998.

### Entre as inspeções: 1998-2002
Em agosto de 1998, o monitoramento efetivo ausente, Scott Ritter observou que o Iraque poderia "reconstituir as armas químicas biológicas, mísseis balísticos de longo alcance para entregar essas armas, e até mesmo certos aspectos de seu programa de armamento nuclear".
Ritter mais tarde acusou alguns funcionários da UNSCOM de espionagem, e criticou fortemente o governo de Bill Clinton por fazer mau uso dos recursos da Comissão para espionar os militares iraquianos.
Em junho de 1999, Ritter respondeu a um entrevistador, dizendo: "Quando você vai fazer a pergunta: 'Será que o Iraque possuía armas biológicas ou químicas militarmente viáveis'? a resposta é não! É um sonoro NÃO. O Iraque pode produzir armas químicas hoje em uma escala significativa? Não! O Iraque pode produzir armas biológicas em escala significativa? Não! Mísseis balísticos? Não! É 'não' em todas as áreas. Então, do ponto de vista qualitativo, o Iraque foi desarmado. O Iraque hoje não possui nenhuma arma significativa de capacidade de destruição em massa".
Em junho de 2000, ele escreveu uma peça para a Associação de Controle de Armas intitulado The Case for Iraq's Qualitative Disarmament. 2001 viu o lançamento teatral de seu documentário da UNSCOM sobre as inspeções de armas no Iraque, In Shifting Sands: The Truth About Unscom and the Disarming of Iraq. O filme foi financiado por um empresário iraquiano-americano, desconhecido para Ritter, recebeu cupons Petróleo por Alimentos da administração iraquiana.
Em 2002, Scott Ritter afirmou que, a partir de 1998, 90-95% das capacidades nucleares, biológicas e químicas do Iraque e mísseis balísticos de longo alcance capazes de transportar essas armas, haviam sido verificadas como destruídas. Técnica de verificação 100% não foi possível, disse Ritter, não porque o Iraque ainda tinha quaisquer armas escondidas, mas porque o Iraque tinha destruído preventivamente alguns estoques e alegou que eles nunca tivessem existido. Muitas pessoas ficaram surpresas com a reviravolta de Ritter em sua visão do Iraque durante um período em que não foram feitas inspeções. Durante 2002-2003 os preparativos para a guerra Ritter criticou a administração Bush e afirmou que ele havia fornecido nenhuma evidência de que o Iraque tinha reconstituído uma capacidade significativa de armas de destruição em massa. Em uma entrevista com a Time em setembro de 2002 Ritter disse que houve tentativas de usar a UNSCOM para espionar o Iraque. Ao fazer isso, ele estava apenas confirmando o que já era conhecido desde 1999: de acordo com o New York Times de 8 de janeiro de 1999, "Em março [1998], em uma última tentativa de descobrir as armas secretas de Saddam Hussein e as redes de inteligência, os Estados Unidos usaram a equipe de inspeção das Nações Unidas para enviar um espião americano para Bagdá, para instalar um sistema de espionagem eletrônica altamente sofisticada."
UNSCOM encontrou várias dificuldades e falta de cooperação por parte do governo iraquiano. Em 1998, a UNSCOM foi retirada a pedido dos Estados Unidos antes da Operação Desert Fox. Apesar disso, a própria estimativa da UNSCOM era de que 90-95% das armas de destruição em massa do Iraque haviam sido destruídas com sucesso antes de sua retirada de 1998. Depois que o Iraque permaneceu sem inspetores externos para 4 anos. Durante esse tempo, especulações surgiram de que o Iraque tinha retomado ativamente seus programas de armas de destruição em massa. Em particular, várias figuras do governo de George W. Bush, assim como o Congresso foi tão longe como para expressar sua preocupação sobre as armas nucleares.
Há controvérsia sobre se o Iraque ainda tinha programas de armas de destruição em massa a partir de 1998 e se a sua cooperação com a Comissão das Nações Unidas de Vigilância, Verificação e Inspeção (UNMOVIC) estava completa. Chefe dos inspetores de armas Hans Blix disse em janeiro de 2003 que "o acesso foi fornecido a todos os locais que riamos inspecionar" e o Iraque "colaborou muito bem" a este respeito, apesar de "o Iraque não parece ter chegado a uma verdadeira aceitação do desarmamento". Em 7 de março, em um discurso ao Conselho de Segurança, Hans Blix declarou: "Neste contexto, a questão agora é perguntar se o Iraque tem cooperado" imediatamente, incondicionalmente e ativamente" com a UNMOVIC, como é exigido nos termos do parágrafo 9 da Resolução 1441 (2002)... enquanto as inúmeras iniciativas, que são agora tomadas pelo lado iraquiano com vista a resolver algumas questões do desarmamento abertos de longa data, pode ser visto como "ativo", ou mesmo "pró-ativo", estas iniciativas 3-4 meses para a nova resolução não se pode dizer que constituem em cooperação "imediata". Nem eles, necessariamente, cobriram todas as áreas de relevância. Algumas autoridades dos Estados Unidos entenderam esta declaração contraditória como uma declaração de descumprimento.
Não houve inspeções de armas no Iraque há quase 4 anos após a ONU sair do Iraque em 1998, e o Iraque afirmou que nunca seriam convidados a voltar. Além disso, Saddam havia emitido uma ordem secreta de que o Iraque não tinha que obedecer a qualquer resolução da ONU já que em sua visão dos Estados Unidos haviam quebrado a lei internacional.
Em 2001, Saddam afirmou que "não estamos em absoluto buscando construir armas ou procurando por armas mais perigosas... no entanto, nunca hesitarei em possuir armas para defender o Iraque e a nação árabe". O International Institute for Strategic Studies na Grã-Bretanha, publicou em setembro de 2002, uma revisão da capacidade militar do Iraque, e concluiu que o Iraque poderia montar armas nucleares dentro de meses se o material físsil de fontes estrangeiras fosse obtido. No entanto, concluiu que sem essas fontes estrangeiras, levaria anos no mínimo. Os números foram vistos como excessivamente otimista por muitos críticos (como a Federation of American Scientists e o Bulletin of the Atomic Scientists).

## Guerra do Iraque 2003
A posse de armas de destruição em massa foi citada pelos Estados Unidos como a principal motivação instigando a guerra do Iraque.

### Prelúdio
No final de 2002 Saddam Hussein, em uma carta a Hans Blix, convidou os inspetores de armas da ONU para voltar ao país. Posteriormente, o Conselho de Segurança emitiu a resolução 1441 que autoriza novas inspeções no Iraque. A resolução da ONU cuidadosamente redigida colocá a carga sobre o Iraque, nem os inspetores da ONU, para provar que já não tinha armas de destruição em massa. Os Estados Unidos afirmaram que a última declaração de armas do Iraque deixou materiais e munições desaparecidos; os iraquianos afirmaram que todos esses materiais haviam sido destruídos, algo que tinha sido afirmado anos antes pelo mais alto escalão desertor do Iraque, Hussein Kamel Hassan al-Majid. De acordo com relatórios anteriores da agência de inspeção da ONU, a UNSCOM, o Iraque produziu 600 toneladas de agentes químicos, incluindo o gás mostarda, sarin e VX, e cerca de 25.000 foguetes e 15.000 granadas de artilharia, com agentes químicos, que ainda estão desaparecidos. De fato, em 1995, o Iraque disse às Nações Unidas que tinha feito pelo menos 30.000 litros de agentes biológicos, incluindo antraz e outras toxinas que poderiam ser colocados em mísseis, mas que tudo haviam sido destruídos.
Em janeiro de 2003, os inspetores de armas da ONU relataram que haviam encontrado nenhuma indicação de que o Iraque possuía armas nucleares ou um programa ativo. Alguns ex-inspetores da UNSCOM discordam sobre se os Estados Unidos poderiam saber com certeza ou não se o Iraque havia renovado a produção de armas de destruição em massa. Robert Gallucci disse: "Se o Iraque tinha [urânio ou plutônio], uma avaliação justa seria que eles pudessem fabricar uma arma nuclear, e não há nenhuma razão para supor que iria descobrir se eles tinham". Da mesma forma, o ex-inspector Jonathan Tucker disse: "Ninguém sabe realmente o que o Iraque tem. Você realmente não pode dizer de uma imagem de satélite que está acontecendo dentro de uma fábrica". No entanto, Hans Blix disse no final de janeiro de 2003, que o Iraque não tinha "genuinamente aceito as resoluções da ONU exigindo o desarme." Ele afirmou que havia alguns materiais que não haviam sido contabilizados. Destes locais tinham sido encontrados o que evidenciou a destruição de armas químicas, a UNSCOM estava trabalhando ativamente com o Iraque sobre os métodos para determinar com certeza se as quantidades destruídas compensada os valores que o Iraque havia produzido. No próximo relatório trimestral, após a guerra, a quantidade total de itens proibidos destruídas pela UNMOVIC no Iraque poderão ser obtidos. Estas incluem:
- 50 mísseis Al-Samoud 2
- Uma variedade de equipamentos, incluindo veículos, motores e ogivas, relacionados com os mísseis Al-Samoud 2
- 2 grandes câmaras de fundição de propelente
- 14 granadas 155 mm preenchidas com gás mostarda, totalizando aproximadamente 49 litros e ainda em elevado grau de pureza
- Aproximadamente 500 ml de tiodiglicol
- Algumas ogivas químicas de 122 mm
- Alguns equipamentos químicos
- 224.6 kg de meios de cultura vencidos

Numa tentativa de contrariar as alegações de que alguns arsenais de armas de destruição em massa (ou capacidade) foram realmente escondidos dos inspetores, Scott Ritter diria mais tarde;
Ritter também argumentou que as armas de destruição em massa de Saddam tinha em sua posse todos esses anos, se mantido, teria há muito tempo virado substâncias inofensivas. Ele afirmou que o Sarin e tabun do Iraque têm uma vida útil de aproximadamente 5 anos, VX dura um pouco mais (mas não muito mais tempo) e, finalmente, ele disse a toxina botulínica e o antraz líquido dura cerca de 3 anos.

### Justificativa legal

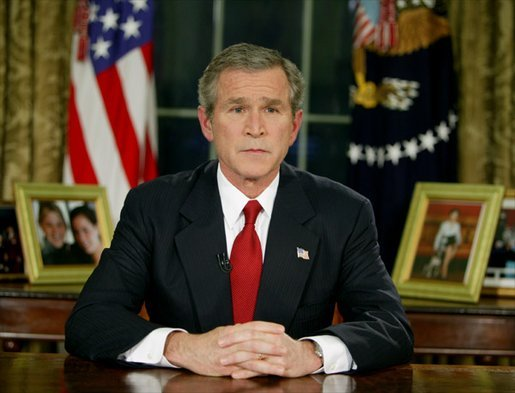
Presidente George W. Bush em um discurso à nação do Salão Oval, 19 de março de 2003, para anunciar o início da Operação Liberdade do Iraque. "O povo dos Estados Unidos e nossos amigos e aliados não vão viver à mercê de um regime criminoso que ameaça a paz com armas de assassinato em massa." A comissão do Senado descobriu que muitas das declarações pré-guerra da administração sobre armas de destruição em massa iraquianas não foram apoiadas pela inteligência subjacente.

Em 17 de março de 2003, Lord Goldsmith, procurador-geral do Reino Unido, estabeleceu uma justificação legal de seu governo para a invasão do Iraque. Ele disse que a Resolução 678 do Conselho de Segurança autorizou força contra o Iraque, que foi suspensa, mas não terminada pela Resolução 687, que impôs obrigações contínuas no Iraque para eliminar as suas armas de destruição em massa. Uma violação substancial da Resolução 687 iria reviver a autoridade para usar a força nos termos da Resolução 678. Na Resolução 1441 determinou que o Iraque estava em violação substancial da Resolução 687, porque não tinha realizado totalmente suas obrigações de desarmamento. Embora a Resolução 1441 tinha dado ao Iraque uma última oportunidade para cumprir, procurador-geral do Reino Unido Goldsmith escreveu: "é evidente que o Iraque falhou assim a cumprir." A maioria dos governos dos países membros do Conselho de Segurança das Nações Unidas deixou claro que, após a Resolução 1441 ainda não havia autorização para o uso da força. De fato, na época a 1441 foi aprovada, tanto os representantes dos Estados Unidos e do Reino Unido declararam explicitamente que a 1441 não continha qualquer disposição para a ação militar. Como o New York Times observou sobre as negociações,
Não há 'automatismo' e este é um processo em duas fases, e, nesse sentido, temos reunidas as principais preocupações que foram expressas na resolução, [declarou então embaixador dos Estados Unidos Negroponte] "Seja qual for a violação existente ou é avaliado a existir, será tratado no conselho, e o conselho terá a oportunidade de analisar a questão antes de qualquer outra ação seja tomada."
O embaixador britânico na ONU, Sir Jeremy Greenstock concordou,

Ouvimos alto e claro durante as negociações, as preocupações sobre o "automatismo" e "gatilhos escondidos" a preocupação de que uma decisão tão importante que não deve se apressar em ação militar; que em uma decisão tão crucial quaisquer violações iraquianas devem ser discutidas pelo Conselho. Deixe-me ser igualmente claro na resposta, como um dos copatrocinadores do texto, adotamos: não há uma "automaticidade" da presente Resolução.

A própria ONU nunca teve a oportunidade de declarar que o Iraque não tinha tomado a sua "última oportunidade" para cumprir, como a invasão dos Estados Unidos fez um ponto discutível. Presidente norte-americano George W. Bush afirmou que Saddam Hussein tinha 48 horas para deixar o cargo e deixar o Iraque. Como o prazo se aproximando, os Estados Unidos anunciaram que forças seriam enviadas para verificar o desarmamento e uma transição para um novo governo.

### Expansão da inteligência da coalizão
Em 30 de maio de 2003, Paul Wolfowitz declarou em uma entrevista à revista Vanity Fair que a questão das armas de destruição em massa foi o ponto de maior consenso entre a equipe de Bush, entre as razões para remover Saddam Hussein do poder. Ele disse: "A verdade é que, por razões que têm muito a ver com a burocracia do governo dos Estados Unidos, que se estabeleceram por um problema que todos poderiam concordar, que era de armas de destruição em massa como a principal razão, mas, não nem sempre foram as três preocupações fundamentais. Uma delas é as armas de destruição em massa, o segundo é o apoio ao terrorismo, o terceiro é o tratamento penal do povo iraquiano. Na verdade, eu acho que você poderia dizer que há uma quarta primordial que é a conexão entre os dois primeiros".
Em uma entrevista à BBC em junho de 2004, David Kay, ex-chefe do Iraq Survey Group, fez o seguinte comentário:
"Enquanto eu mi reúnia com o primeiro-ministro Blair disse recentemente a perspectiva de que, de fato, o Iraq Survey Group vai desvendar armas reais de destruição em massa, [é] realmente delirante."
Em 2002, Scott Ritter, ex-inspetor de armas da UNSCOM criticou fortemente a administração Bush e os meios de comunicação por usar o depoimento do suposto ex-cientista nuclear iraquiano Khidir Hamza, que desertou do Iraque em 1994, como uma justificativa para invadir o Iraque;

Apreendemos todo os registros do programa nuclear iraquiano, especialmente os registros administrativos. Temos os nomes de todos, onde eles trabalhavam, o que faziam, e no topo da lista, "Bombmaker" de Saddam [que era o título do livro de Hamza, e ganhou um apelido depois] foi um homem chamado Jafar Dhia Jafar, não Khidir Hamza, e se você subir a lista dos funcionários superiores administrativos você não vai encontrar o nome de Hamza. Na verdade, não vai encontrar seu nome. Porque em 1990, ele não trabalhava para o programa nuclear iraquiano. Ele não tinha conhecimento dele, porque ele trabalhou como especialista por propina para Hussein Kamel al-Majid no Palácio Presidencial.

Ele vai para o norte do Iraque, e se reúne-se com Ahmed Chalabi. Ele entra e diz, eu sou "Bombmaker" de Saddam. Então, eles chamam a CIA e eles dizem: "Nós sabemos quem você é, você não é Bombmaker de Saddam, vá vender a sua história pra outro". E ele contou, os serviços de inteligência na época não acreditaram, acharam que era uma fraude.

E aqui estamos nós, alguém que conhece a CIA é uma fraude, o governo dos Estados Unidos sabe que é uma fraude, é permitido sentar-se em frente ao Comitê do Senado dos Estados Unidos de Relações Exteriores e dar testemunho como perito. Eu tenho um problema com isso, eu tenho um problema com a mídia americana, e eu disse a eles mais e mais e mais uma vez que este homem é uma fraude documentável, uma farsa, e ainda assim permitem que ele continuasse CNN, MSNBC, CNBC, e testemunhar como se ele realmente sabe o que está falando.

Em 4 de junho de 2003, o senador dos Estados Unidos Pat Roberts anunciou que o Comitê Restrito sobre Inteligência Senado dos Estados Unidos que seria presidido, como uma parte da sua supervisão permanente da comunidade de inteligência, realizar uma revisão da inteligência sobre armas iraquianas de destruição em massa. Em 9 de julho de 2004, a Comissão liberou o Relatório do Senado de Inteligência pré-guerra no Iraque. Em 17 de julho de 2003, o primeiro-ministro britânico Tony Blair, disse em um discurso ao Congresso dos Estados Unidos, que a história iria perdoar os Estados Unidos e Reino Unido, mesmo que eles estavam errados sobre as armas de destruição em massa. Ele ainda afirmou que "com todas as fibras do instinto e convicção" o Iraque tinha armas de destruição em massa.
Em 3 de fevereiro de 2004, secretário do exterior britânico, John Whitaker Straw, anunciou um inquérito independente, a ser presidido por Lord Butler de Brockwell, para examinar a confiabilidade dos serviços secretos britânicos relativos as armas alegadas de destruição em massa no Iraque. A revisão de Butler foi publicada em 14 de julho de 2004.

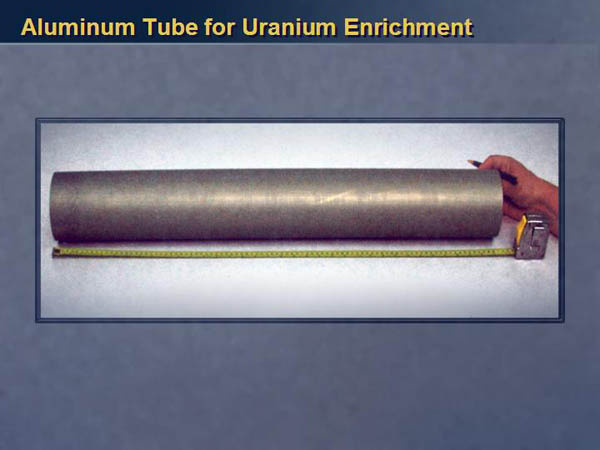
Apresentação de slides utilizado pelo Secretário de Estado dos Estados Unidos Colin Powell no Conselho de Segurança da ONU na preparação para a invasão do Iraque em 2003.

No preparação para a guerra de 2003, o New York Times publicou uma série de histórias que afirmam provar que o Iraque possuía armas de destruição em massa. Uma história em particular, escrita por Judith Miller ajudou a convencer o público americano de que o Iraque tinha armas de destruição em massa: em setembro de 2002, ela escreveu sobre um carregamento interceptado de tubos de alumínio que o New York Times disse que eram para ser usados para desenvolver materiais nucleares. Agora é geralmente entendido que eles não tinham a intenção (ou bem adequado) para esse fim, mas sim para foguetes de artilharia. A história foi seguida por aparições na televisão de Colin Powell, Donald Rumsfeld e Condoleezza Rice todos apontando a história como parte da base para a tomada de uma ação militar contra o Iraque. Fontes de Miller foram introduzidas a ela por Ahmed Chalabi, um exilado iraquiano favorável a uma invasão do Iraque pelos Estados Unidos. Miller também é listado como um orador para o Middle East Forum, uma organização que declarou abertamente apoio a uma invasão. Em maio de 2004, o New York Times publicou um editorial que dizia que seu jornalismo durante a preparação da guerra tinha sido, por vezes, frouxa. Parece que nos casos em que foram utilizados exilados iraquianos para as histórias sobre as armas de destruição em massa ou eram ignorantes quanto à situação real das armas de destruição em massa do Iraque ou mentiram para os jornalistas para atingir seus próprios fins.
Apesar do lapso de inteligência, Bush, manteve sua decisão de invadir o Iraque afirmando:

Mas o que não estava errado era que Saddam Hussein invadiu um país, ele tinha usado armas de destruição em massa, ele tinha a capacidade de fabricação de armas de destruição em massa, ele estava atirando em nossos pilotos. Era um Estado patrocinador do terror. Remover Saddam Hussein era a coisa certa para a paz mundial e a segurança do nosso país.

Em um discurso perante ao Conselho de Assuntos Mundiais de Charlotte, NC, em 7 de abril de 2006, o presidente Bush afirmou que "plenamente entendido que a inteligência estava errada, e [estava] tão desapontado como todo mundo", quando as tropas americanas não conseguiram encontrar essas armas de destruição em massa no Iraque.
A inteligência pouco antes da invasão do Iraque em 2003 foi fortemente usada como argumentos de apoio em favor da intervenção militar, como em outubro de 2002 a CIA informou sobre as armas de destruição em massa iraquianas considerando o mais confiável e disponível naquele momento.
"De acordo com o relatório da CIA, todos os especialistas concordam que a inteligência dos Estados Unidos no Iraque estava buscando armas nucleares. Há poucas dúvidas de que Saddam Hussein queria desenvolver armas nucleares". O senador John Kerry - registro do congresso, 9 de outubro de 2002.
Em 29 de maio de 2003, Andrew Gilligan apareceu no programa BBC Today no início da manhã. Entre as afirmações que ele fez em seu relatório são de que o governo "ordenou (o dossiê de setembro, um dossiê do governo britânico sobre as armas de destruição em massa), para ser mais envolvente, mais emocionante, e pediu mais fatos a serem... descobertos". A transmissão não se repetiu.
Em 27 de maio de 2003, a Agência de Inteligência da Defesa fez missão de investigação secreta no Iraque relataram, por unanimidade, oficiais de inteligência em Washington que dois trailers capturados no Iraque por tropas curdas "não tinham nada a ver com armas biológicas". Os trailers tinham sido uma parte fundamental do argumento para a invasão de 2003; Secretário de Estado Colin Powell disse ao Conselho de Segurança das Nações Unidas: "Temos descrições de primeira mão de fábricas de armas biológicas sobre rodas e sobre trilhos. Nós sabemos o que os tanques, bombas, compressores e outras partes parecem". A equipe do Pentágono tinha sido enviada para investigar os trailers após a invasão. A equipe de especialistas, por unanimidade, "nenhuma conexão com qualquer coisa biológica"; um dos especialistas disse aos jornalistas que eles chamaram que os trailers eram particulares "e tinham um dos maiores banheiros de areia do mundo". O relatório era confidencial, e no dia seguinte, a CIA liberou publicamente a avaliação de seus analistas de Washington de que os trailers eram para "produção de armas biológicas móveis". A Casa Branca continuou a se referir aos trailers como laboratórios biológicos móveis ao longo do ano, bem como o relatório do Pentágono permaneceu confidencial. Ele ainda é confidencial, mas um relatório do Washington Post de 12 de abril de 2006 divulgou alguns dos detalhes do relatório. De acordo com o Post:
Um porta-voz da Agência de Inteligência da Defesa afirmou que as conclusões da equipe foram nem ignoradas nem suprimidas, mas foram incorporadas ao trabalho do Iraqi Survey Group, o que levou a busca oficial por armas iraquianas de destruição em massa. O relatório final do Iraqi Survey Group em setembro de 2004 - 15 meses após o relatório técnico ser escrito - disseram que os trailers eram "impraticáveis" para a produção de armas biológicas e foram "quase certamente destinados" para a fabricação de hidrogênio para balões meteorológico. "Ninguém neste país provavelmente ficou mais surpreso do que eu quando que as armas de destruição em massa não foram utilizadas contra nossas tropas enquanto se moviam em direção a Bagdá". General Tommy Franks em 2 dezembro de 2005.
Em 6 de fevereiro de 2004, o presidente dos Estados Unidos, George W. Bush nomeou a Comissão de Inteligência do Iraque, presidido por Charles Robb e Laurence Silberman, para investigar a inteligência dos Estados Unidos, especificamente em relação à invasão do Iraque de 2003 e armas de destruição em massa. Em 8 de fevereiro de 2004, o Dr. Hans Blix, em entrevista à BBC One, acusou os governos dos Estados Unidos e do Reino Unido de dramatizar a ameaça das armas de destruição em massa no Iraque, a fim de fortalecer o caso da guerra de 2003 contra o governo de Saddam Hussein.

### Iraq Survey Group
Em 30 de maio de 2003, o Departamento de Defesa dos Estados Unidos, informou à imprensa que ele estava pronto para começar formalmente o trabalho do Iraq Survey Group (ISG), uma missão de averiguação da coalizão de ocupação do Iraque para os programas de armas de destruição em massa desenvolvidos pelo Iraque, assumindo o lugar da 75ª Força-Tarefa de Exploração britânica-americana.
Em 6 de outubro de 2004, o chefe do Iraq Survey Group (ISG), Charles A. Duelfer, anunciou a Comissão de Serviços Armados do Senado dos Estados Unidos de que o grupo não encontrou nenhuma evidência de que o Iraque sob Saddam Hussein tinha produzido e estocado quaisquer armas de destruição em massa desde 1991, foram impostas quando as sanções da ONU.
Várias instalações nucleares, incluindo a Instalação de Pesquisa Nuclear de Bagdá e o Centro de Pesquisa Nuclear de Tuwaitha, foram encontrados saqueados no mês seguinte à invasão. Em 20 de junho de 2003, a Agência Internacional de Energia Atômica informou que toneladas de urânio, bem como outros materiais radioativos como o tório, foram recuperados, e que a grande maioria tivesse permanecido no local. Houve vários relatos de doenças provocadas pela radiação na área. Foi sugerido que os documentos e locais suspeitos das armas foram saqueados e queimados no Iraque por saqueadores nos dias finais da guerra.
Em 2 de maio de 2004, uma granada contendo gás mostarda foi encontrada no meio de uma rua a oeste de Bagdá. A investigação do Iraq Survey Group informou que havia sido previamente "armazenado de forma inadequada", e, portanto, o gás era "ineficaz" como um agente químico útil. Oficiais do Departamento de Defesa comentaram que não estavam certos se o uso era para ser feito do dispositivo, como uma bomba.
Em 16 de maio de 2004, uma granada de artilharia de 152 mm foi usada como uma bomba improvisada. A granada explodiu e dois soldados americanos foram tratados por uma pequena exposição a um agente nervoso (náuseas e pupilas dilatadas). Em 18 de maio, foi relatado pelos oficiais do Departamento de Inteligência da Defesa dos Estados Unidos de que os testes mostraram uma granada de duas câmaras continha o agente químico sarin, sendo "provável" ter contido 3-4 litros da substância (na forma de suas duas granada químicas não misturados antes da explosão acima mencionado que não havia efetivamente os misturado). O ex-inspetor de armas dos Estados Unidos David Kay disse à Associated Press que "ele duvidava que a granada ou o agente nervoso veio de um arsenal escondido, embora ele não descartou essa possibilidade". Kay também considerou que é possível que a granada era "uma relíquia velha esquecida quando Saddam disse que ele havia destruído tais armas em meados da década de 90". É provável que os insurgentes que plantaram a bomba não sabiam que ele continha sarin, de acordo com brigadeiro general Mark Kimmitt, e um outro oficial dos Estados Unidos confirmou que a granada não tinha as marcas de um agente químico. O Iraq Survey Group mais tarde concluiu que a granada "provavelmente originou-se de um lote que foi armazenado em um porão no complexo Al Muthanna CW durante a década de 80 com a finalidade de testar o vazamento".
Em 2 de julho de 2004, artigo publicado pela Associated Press e a Fox News, foi relatado que o gás sarin de ogivas que datam da última Guerra Irã-Iraque foram encontrados no sul central do Iraque por Aliados poloneses. As tropas polonesas destruíram as munições em 23 de junho de 2004, mas descobriu-se que as ogivas não continham, de facto, gás sarin, mas "estavam todos vazios e deram negativo para qualquer tipo de produtos químicos", e verificou-se que os poloneses tinham comprado as granadas por 5.000 dólares cada. Os Estados Unidos abandonaram sua busca por armas de destruição em massa no Iraque em 12 de janeiro de 2005.
Em 30 de setembro de 2004, o Relatório Final do Iraq Survey Group dos Estados Unidos concluiu que "ISG não encontrou provas de que Saddam Hussein possuía estoques de armas de destruição em massa em 2003, mas a evidência disponíveis a partir de sua investigação, incluindo entrevistas com detentos e exploração de documentos que deixam em aberto a possibilidade de que algumas das armas existiam no Iraque, embora não de uma capacidade militar significativa". Entre as principais conclusões do relatório final do ISG foram:
1. "O Irã foi o motivador preeminente da política [armas de destruição em massa do Iraque]. Todos os oficiais iraquianos de nível superior consideram o Irã o inimigo principal do Iraque na região. O desejo de equilibrar Israel e adquirir status e influência no mundo árabe também foram considerações, mas secundário".[103]
2. "Saddam não considerava os Estados Unidos um adversário natural, uma vez que ele fez o Irã e Israel, e ele esperava que o Iraque poderia novamente desfrutar de melhores relações com os Estados Unidos, de acordo com Tariq Aziz o secretário presidencial".[103]
3. Evidências da maturidade e da importância do Programa Nuclear iraquiano pré-1991, mas descobriram que a capacidade do Iraque de reconstituir um programa de armas nucleares progressivamente foi muito deteriorado após essa data;
4. Ocultação do programa nuclear em sua totalidade, como com o programa de armas biológicas do Iraque. Inspeções agressivas da ONU depois da Tempestade no Deserto forçou Saddam a admitir a existência do programa e destruir ou desistir do programa;
5. Depois da Tempestade no Deserto, o Iraque escondia elementos-chave do seu programa e preservou o que podia das capacidades profissionais de sua comunidade científica nuclear;
6. As ambições de Saddam na área nuclear foram secundários e seu objetivo principal era acabar com as sanções da ONU, e
7. Um número limitado de atividades pós-1995 teriam ajudado a reconstituição do programa de armas nucleares, uma vez sanções foram retiradas.

O relatório concluiu que "o ISG não encontrou provas de que Saddam possuía estoques de armas de destruição em massa em 2003, mas [há] a possibilidade de que algumas armas existiam no Iraque, embora não de uma capacidade militar significativa". Ele também concluiu que havia uma possível intenção de reiniciar todos os programas de armas proibidas, logo que as sanções multilaterais contra o Iraque tenha sido abandonada, com Saddam buscando a proliferação das armas de destruição em massa no futuro: "Há um extenso, ainda fragmentário e circunstancial, evidências que sugerem que Saddam seguiu uma estratégia para manter a capacidade de retornar as armas de destruição em massa após sanções serem retiradas..."
Depois que ele foi capturado por forças americanas em Bagdá, em 2003, o Dr. Mahdi Obeidi, que dirigia o programa de centrífuga nuclear de Saddam até 1997, entregou projetos para uma centrífuga nuclear, juntamente com alguns componentes reais de centrífugas, armazenadas em sua casa, enterrados no jardim da frente aguardando ordens de Bagdá para continuar. Ele disse: "Eu tive que manter o programa até o fim". Em seu livro, "The Bomb in My Garden", o físico iraquiano explica que seu estoque nuclear era a chave que poderia ter desbloqueado e reiniciado o programa de fabricação de bombas do Saddam. No entanto, seria necessário um investimento maciço e uma recriação de milhares de centrífugas, a fim de reconstituir um programa de enriquecimento de centrífuga completo.
Em 3 de outubro de 2003, o mundo digere o relatório do Iraq Survey Group de David Kay, que não encontra arsenais de armas de destruição em massa no Iraque, embora ele afirma que o governo pretende desenvolver mais armas com capacidades adicionais. Inspetores de armas no Iraque encontraram alguns "laboratórios biológicos" e uma coleção de "cepas de referência", incluindo uma cepa da bactéria botulínica, "que deveria ter sido declarada à ONU". Kay atesta que o Iraque não tinha cumprido plenamente as inspeções da ONU. Em alguns casos, equipamentos e materiais sujeitos a monitorização da ONU haviam sido mantidos escondidos dos inspetores da ONU. "Então, houve um programa de armas de destruição em massa. Que ia em frente. Foi rudimentar em muitas áreas", Kay diria em uma entrevista mais tarde. Em outros casos, o Iraque tinha simplesmente mentido para a ONU em seus programas de armas. A pesquisa patrocinada pelos Estados Unidos para as armas de destruição em massa teve neste momento custou de US$ 300 milhões mas foi projetado para ter um custo em torno de mais de US$ 600 milhões.
Na declaração de David Kay sobre o relatório provisório da ISG os parágrafos seguintes são encontrados:
"Nós ainda não encontraram estoques de armas, mas ainda não estamos no ponto em que podemos dizer definitivamente ou que tais estoques de armas não existem ou que existiram antes da guerra e nossa única tarefa é encontrar onde eles passaram. Estamos ativamente engajados na busca de tais armas com base em informações fornecidas a nós pelos iraquianos".
"No que diz respeito aos sistemas de entrega, a equipe do ISG descobriu evidências suficientes até o momento para concluir que o regime iraquiano estava comprometido com a melhoria do sistema de entrega que teriam, se a Operação Liberdade do Iraque não tivesse ocorrido, violado drasticamente as restrições da ONU colocadas no Iraque depois da Guerra do Golfo de 1991".
"ISG reuniu depoimentos de designers de mísseis na Companhia Estadual Al Kindi de que o Iraque reiniciou o trabalho sobre a conversão de mísseis SA-2 Terra-Ar em mísseis balísticos com um objetivo de alcance cerca de 250 km. O trabalho de engenharia foi noticiado em curso no início de 2003, apesar da presença da UNMOVIC. Este programa não foi declarado à ONU".
"ISG desenvolveu múltiplas fontes de testemunhos, o que é corroborado em parte por um documento capturado, que o Iraque realizou um programa destinado a aumentar a amplitude do HY-2 e permitindo a sua utilização como um míssil de ataque terrestre. Estes esforços estenderam o alcance do HY-2 a partir de seus originais 100 km a 150-180 km. Dez mísseis modificados foram entregues às forças armadas antes da Operação Liberdade do Iraque e dois deles foram disparados de Umm Qasr durante a Operação Liberdade do Iraque um foi abatido e o outro atingiu o Kuwait".
Outra declaração notável é o seguinte:
"Nós descobrimos dezenas de atividades relacionadas com o programa de armas de destruição em massa e quantidades significativas de equipamentos que o Iraque escondeu das Nações Unidas durante as inspeções que começaram no final de 2002".
A frase "as atividades do programa associados às armas de destruição em massa" foi usada mais tarde no discurso de Estado da União de George W. Bush. Críticos de Bush ridicularizaram Bush pela declaração pouco clara e tentaram "aliviar o barra" em confirmar as alegações de armas de destruição em massa pré-guerra.
Em uma entrevista de 26 de janeiro de 2004, com Tom Brokaw da NBC, Kay descreveu os programas de armas nucleares, químicas e biológicas do Iraque que estavam em um estágio "rudimentar". Ele também afirmou que "o que nós encontramos, e como os outros estão investigando o caso, encontramos um monte de grupos terroristas e as pessoas que passaram pelo Iraque". Em resposta a uma pergunta do Sr. Brokaw sobre se o Iraque era uma "ameaça de encontro", como o presidente Bush tinha afirmado antes da invasão, o Sr. Kay respondeu:
Tom, uma ameaça iminente é uma decisão política. Não é uma decisão técnica. Acho que Bagdá estava realmente se tornando mais perigoso nos últimos 2 anos do que até mesmo nós percebemos. Saddam não iria controlar a sociedade por muito tempo. No mercado do terrorismo e das armas de destruição em massa, bem o Iraque poderia ter sido esse fornecedor se a guerra não tivesse intervindo.
Em junho de 2004, os Estados Unidos removeram 2 toneladas de urânio pouco enriquecido do Iraque, matéria-prima suficiente para uma única arma nuclear.
Desde a invasão do Iraque em 2003, foram anunciados vários achados relatados de armas químicas. Durante a própria invasão, havia meia dúzia de incidentes em que os militares dos Estados Unidos anunciaram que haviam encontrado armas químicas. Alguns casos resultaram em testes de campo, mostrando resultados falso-positivos.
Um caso do pós-guerra ocorreu em 9 de janeiro de 2004, quando os especialistas islandeses de munições e engenheiros militares dinamarqueses descobriram 36 morteiros de 120 mm contendo líquido enterrado no sul do Iraque. Embora os testes iniciais sugeriram que os morteiros continham um agente blister uma arma química proibida pela Convenção de Genebra, uma análise posterior por especialistas americanos e dinamarqueses mostraram que nenhum agente químico estava presente. Parece que os morteiros foram enterrados, e muito provavelmente esquecidos, desde a Guerra Irã-Iraque. Algumas das munições estavam em avançado estado de decomposição e na maioria das armas provavelmente estaria inutilizado.
Um bloco com 7 kg de sal de cianeto foi descoberto por militares dos Estados Unidos na casa de Abu Musab al-Zarqawi, um terrorista da al-Qaeda afiliada no Iraque desde antes da invasão dos Estados Unidos. O bloco de veneno foi descoberto em uma incursão na casa em 23 de janeiro de 2003.
Demetrius Perricos, então chefe da UNMOVIC, afirmou que o relatório de Kay continha pouca informação ainda não conhecida pela UNMOVIC. Muitas organizações, como a revista Biosecurity and Bioterrorism, alegaram que o relatório de Kay é o "pior análise de caso".
A partir de 2003, o ISG tinha descoberto restos de programas de armas de destruição em massa dos anos 80 do Iraque. Em 21 de junho de 2006 Rick Santorum afirmou que "temos encontrado armas de destruição em massa no Iraque, de armas químicas", citando uma carta a Pete Hoekstra em 6 de junho dizendo que desde a invasão de 2003, um total de "cerca de 500 munições de armas que contêm agentes degradados de gás mostarda ou sarin" tinham sido encontrados espalhados por todo o país.
O Washington Post relatou que "os militares dos Estados Unidos anunciaram, em 2004, no Iraque, que várias caixas velhas de munições tinham sido descobertas e que continham um agente blister que não estava mais ativo". Disseram que as munições "tinham sido enterradas perto da fronteira iraniana, e depois esquecidas, por tropas iraquianas durante a guerra de 8 anos com o Irã, que terminou em 1988".
Em julho de 2008, 550 toneladas de "yellowcake" o último grande remanescente do programa nuclear de Saddam Hussein, um enorme estoque de urânio natural concentrado, chegou em Montreal, como parte de uma operação ultra-secreta dos Estados Unidos. Este transporte do material para o enriquecimento nuclear de alto grau, incluiu uma ponte aérea de duas semanas a partir de Bagdá e uma viagem através de dois oceanos. O governo iraquiano vendeu o yellowcake a um produtor de urânio do Canadá, Cameco Corporation, em uma transação o oficial descreveu como valor "dezenas de milhões de dólares".

### Documentos apreendidos
Documentos da Operação Liberdade do Iraque refere-se a cerca de 48.000 caixas de documentos, fitas de áudio e vídeos que foram capturados pelos militares dos Estados Unidos durante a invasão do Iraque em 2003. Muitos destes documentos parecem deixar claro que o regime de Saddam tinha desistido na buscar uma capacidade de armas de destruição em massa em meados da década de 90. A Associated Press relatou, "repetidamente nas transcrições, Saddam e seus tenentes lembrando que o Iraque destruiu de seus programas de armas químicas e biológicas no início de 1990, e encerrar o programa da bomba nuclear, que nunca havia produzido uma arma". Em uma reunião presidencial de 1996, as principais armas do programa de Amer Mohammad Rashid, descreve a sua conversa com o inspetor de armas da ONU Rolf Ekéus: "Não temos nada a esconder, por isso estamos dando a você todos os detalhes". Em outra reunião Saddam disse a seus deputados, "Nós cooperamos com as resoluções em 100% e todos sabem disso, e os 5% afirmam não ter executado poderia lhes tomar 10 anos para (verificar). Não pense por um minuto que ainda temos armas de destruição em massa. Não temos nada". Congressista dos Estados Unidos Pete Hoekstra chamado pelo governo dos Estados Unidos para pôr os outros documentos na Internet para os que falam árabe ao redor do mundo poderiam ajudar a traduzir os documentos.

### Armas químicas recuperadas
Em 21 de junho de 2006, a Câmara dos Representantes Permanentes do Comitê Seleto da Inteligência dos Estados Unidos divulgou os pontos-chave a partir de um relatório confidencial do National Ground Intelligence Center sobre a recuperação de um pequeno número de munições químicas degradadas no Iraque. O relatório afirma que "As forças da coalizão recuperaram cerca de 500 munições de armas que contêm agentes degradados de gás mostarda ou sarin". No entanto, todos são considerados munições pré-Guerra do Golfo.
Estas munições atendem a definição técnica de armas de destruição em massa, de acordo com o comandante do National Ground Intelligence Center. "Essas são as armas químicas, conforme definido na Convenção sobre as Armas Químicas, e sim ... constituem em armas de destruição em massa", coronel do Exército John Chu disse ao Comitê de Serviços Armados da Câmara. As munições tratadas no relatório foram produzidas na década de 80, disse Maples. Não poderiam atualmente ser usados como originalmente planejado, embora os agentes remanescente nas armas seria muito valioso para os terroristas e insurgentes, disse Maples.

## Declaração de 2009
Iraque tornou-se um Estado-membro da Convenção sobre as Armas Químicas em 2009, declarando: "dois bunkers com munições de armas químicas, alguns precursores, assim como cinco ex-instalações de produção de armas químicas", segundo o diretor geral Rogelio Pfirter da OPAQ. Nenhum plano foi anunciado na época para a destruição do material, embora notou-se que os bunkers foram danificados na guerra de 2003 e até a inspeção do local deve ser cuidadosamente planejada.
A declaração não continha surpresas, porta-voz da OPAQ Michael Luhan indicou. As instalações de produção foram "colocadas de fora da comissão" por ataques aéreos durante o conflito de 1991, enquanto que os funcionários da ONU depois garantiram que as munições químicas estavam ainda nos bunkers. Luhan afirmou na época: "Essas são as armas remanescentes do legado". Ele se recusou a discutir quantas armas foram armazenadas em bunkers ou quais os materiais que continham. As armas não foram acreditadas para estar em um estado utilizável.

## Percepção da mídia
Em um estudo publicado em 2005, um grupo de pesquisadores avaliou os relatórios de efeitos e retrações na mídia teve na memória das pessoas em relação à busca de armas de destruição em massa no Iraque durante a Guerra do Iraque, em 2003. O estudo incidiu sobre as populações em dois países da coalizão (Austrália e Estados Unidos) e uma oposição à guerra (Alemanha). Os resultados mostraram que os cidadãos norte-americanos em geral não corrigiram equívocos iniciais sobre as armas de destruição em massa, mesmo após a desconfirmação; Cidadãos australianos e alemães eram mais sensíveis às retrações. A dependência em relação a primeira fonte de informação levou a uma minoria substancial dos americanos exibindo uma falsa memória que as armas de destruição em massa foram realmente descobertas, enquanto não foram. Isso levou a três conclusões:
1. A repetição das notícias preliminares, mesmo que sejam posteriormente refutadas, pode ajudar na criação de falsas memórias em uma proporção substancial de pessoas.
2. Uma vez que as informações são publicadas, a sua correção posterior não altera as crenças das pessoas a menos que sejam suspeitas sobre os motivos subjacentes dos eventos das notícias sejam sobre.
3. Quando as pessoas ignoram as correções, o fazem independentemente de como certos são que as correções ocorreram.

Uma pesquisa realizada entre junho e setembro de 2003, pediu às pessoas para que elas pensassem nas evidências de armas de destruição em massa tinham sido descobertas no Iraque desde o fim da guerra. Também foram perguntados sobre qual fontes de mídia que viram. Aqueles que obtiveram suas notícias principalmente da Fox News foram três vezes mais propensos a acreditar que as evidências de armas de destruição em massa tinham sido descobertas no Iraque do que aqueles que confiaram na PBS e NPR para suas notícias, e um terço mais prováveis do que aqueles que assistiram principalmente a CBS.
| Fonte de mídia | Os entrevistados que acreditaram nas evidências de armas de destruição em massa tinham sido encontrados no Iraque |
| Fox            | 33% |
| CBS            | 23% |
| NBC            | 20% |
| CNN            | 20% |
| ABC            | 19% |
| Mídia impressa | 17% |
| PBS–NPR        | 11% |

Baseado em uma série de pesquisas feitas a partir de junho a setembro de 2003.